# 雲中洞
雲中洞（운중동）是一個位於大韓民國京畿道城南市盆唐區的行政洞，位於清溪山旁。東側是板橋洞，東南側是金谷洞，南側是龍仁市的水枝邑（수지읍），西側是義王市的清溪洞。

## 沿革
雲中洞由四個法定洞組成，分別為：
1. 雲中洞（法定洞）、
2. 大洞（대장동）、
3. 石雲洞（석운동）及
4. 下山雲洞（하산운동）。

在朝鮮王朝時代，下山雲洞仍然是一個里，屬於廣州郡樂生面。1914年行政區域廢合，與石村洞合併。1971年被編入京畿道的城南出張所。1973年7月編入城南市。1975年3月編入樂生出張所，歸雲中洞管轄。

## 外部連結
- 盆唐區廳：雲中洞名稱由來[永久] 